# 鈴木元 (国文学者)
鈴木 元（すずき はじめ、1963年 - ）は、国文学者、熊本県立大学教授。
愛知県生まれ。1985年愛知県立大学文学部卒業。1997年中京大学大学院文学研究科博士課程修了、「室町の歌学と連歌」で文学博士。1998年熊本県立大学文学部講師、2000年助教授、07年教授。専門は、日本中世文学。

## 著書
- 『室町の歌学と連歌』新典社研究叢書 1997
- 『つける 連歌作法閑談』新典社新書 2012
- 『室町連環 中世日本の「知」と空間』勉誠出版 2014

### 共編
- 『文学史の古今和歌集』森正人共編 和泉書院 2007
- 『細川幽斎 戦塵の中の学芸』森正人共編 笠間書院 2010

## 注
1. ↑  『室町連環』著者紹介